# حملة شمال إفريقيا
حملة شمال أفريقيا هي سلسلة من المعارك التي نشبت في شمال أفريقيا خلال الحرب العالمية الثانية بين قوات الحلفاء المؤلفة من بريطانيا والولايات المتحدة وأستراليا ونيوزلندا وجنوب أفريقيا وبين قوات المحور التي تضم ألمانيا النازية وإيطاليا الفاشية وفرنسا. ولقد انتهت حملة شمال أفريقيا بانتصار قوات الحلفاء واجلاء قوات المحور من منطقة شمال أفريقا وبدأ الحملة الإيطالية في يوليو 1943.

## الخلفية التاريخية
في 1 سبتمبر 1939 أقدمت ألمانيا النازية على غزو الأراضي البولندية فأعلنت كل من بريطانيا وفرنسا الحرب على ألمانيا لتندلع بذلك الحرب العالمية الثانية. إيطاليا التي كانت إحدى الدول الحليفة لألمانيا النازية لم تدخل الحرب إلا بعد 21 شهرا أي في 10 يونيو 1941 وشرعت القوات الإيطالية بمهاجمة الأراضي الفرنسية.
وبسبب دخول إيطاليا الحرب إلى جانب الألمان قطع البرلمان المصري علاقاته مع إيطاليا وأعلن أن مصر لن تدخل الحرب إلا إذا هوجمت. وكانت المملكة المصرية تستضيف قوات بريطانية على أراضيها بموجب المعاهدة البريطانية المصرية لعام 1936. وفي 8 أغسطس 1941 أصدر موسوليني أوامره لرودولفو غراتسياني الحاكم العام في ليبيا الإيطالية لمهاجمة المملكة المصرية من أجل الاستيلاء على قناة السويس إلا أن الهجوم تأخر حتى 9 سبتمبر.

## حملة الصحراء الغربية

### الغزو الإيطالي لمصر
منذ أن أعلنت إيطاليا الحرب على بريطانيا في 10 يونيو تبادلت القوات البريطانية المتواجدة في مصر والقوات الإيطالية المتواجد في ليبيا الغارات على بعضهما البعض. في 8 أغسطس 1941 أمر موسوليني الجيش الإيطالي العاشر المتواجد في برقة بليبيا الإيطالية بالتقدم إلى الأراضي المصرية وتدمير أي قوات بريطانية تعترضه، ومع ذلك لم يبدأ لهجوم الإيطالي في 9 سبتمبر حيث تقدمت القوات الإيطالية على الطريق الساحلي باتجهاه السلوم وفي المقابل أمر أرشيبالد ويفل طلائع قواته بإعاقة تقدم الإيطاليين، نجح الإيطاليون بالتقدم حوالي 110 كم عن الحدود إلى بلدة ماكتيلا التي تقع شرق سيدي براني بحوالي 16 كم. وتمكنوا من احتلال السلوم وسيدي براني حيث توقفوا في 16 سبتمبر وقاموا ببناء مخيماتهم وتحصينها. لم يتقدم غراتسياني بعد ذلك رغم ضغوط موسوليني عليه، وانشغل ببناء المعسكرات.
وكانت إيطاليا تسعى من خلال غزوها لمصر إلى حماية الحدود الشرقية للمستعمرات الإيطالية في ليبيا من اى هجوم بريطانى والوصول لقناة السويس لاغلاق طريق المواصلات البحرى لانجلترا مع مستعمراتها في الهند وأستراليا وجنوب أفريقي واستخدام مصر كقاعدة لغزو السودان (المحتلة من بريطانيا) للوصول للمستعمرات الإيطالية في إثيوبيا حتى يصبح البحر الأحمر بحيرة إيطالية.

### عملية البوصلة
قامت القوات البريطانية برد عسكري على الغزو الإيطالي للأراضي المصرية حيث نفذت عملية البوصلة والتي بدأت في الساعات الأولى من يوم 9 ديسمبر 1941 بالتفافة كبيرة في الصحراء، وقد نجح هذا الهجوم نجاحاً تاماً، وقد ساعد في نجاحه التوزيع السيء للمعسكرات الإيطالية، ومن بين قتلى الهجوم الأول كان الجنرال ماليتي وفي 11 ديسمبر أصدر غراتسياني أمراً بالتراجع للحدود، وفي اليوم التالي كان البريطانيون قد وصلوا للحدود، وقد أسروا حتى ذلك التاريخ 38,000 جندياً

### عملية كروسيدر
قامت القوات البريطانية المتمثلة الجيش البريطاني الثامن بتنفيذ عملية عسكرية ضد القوات الإيطالية في ليبيا أطلق عليها اسم «عملية كروسيدر» نفذت خلال الفترة ما بين 18 و30 نوفمبر 1941 وانتهت العملية باستيلاء القوات البريطانية على مرسى البريقة في 6 يناير 1942، وإخراج قوات المحور من كل أراضي برقة.

## تدخل ألمانيا
وجد هتلر إن إيطاليا ضعيفة غير قادرة على استكمال الغزو، وخشي ان يقوم البريطانيين بطردهم من ليبيا، كما استشعر اهمية اهداف إيطاليا لغزو مصر خاصة في غزو إيران والخليج العربي للاستفادة من منافع النفط من جهة، وحصار الاتحاد السوفيتى من الجنوب من جهة أخرى. لذلك أصدر قراره بإرسال قوات ألمانية إلى شمال أفريقيا وتكوين فيلق أفريقيا. وعين إرفين رومل قائدا عليه.

## معركة عين الغزالة
بدأت معركة عين الغزالة يوم 26 ماي و انتهت يوم 21 يونيو سنة 1942. استخدم رومل طبيعة طبوغرافيا المكان جيدا حيث وجد الفرصة ملائمة لتطويق الحلفاء بمناورات بارعة، حيث تقوم القوات الإيطالية بهجوم تضليلى في الشمال عند الشاطئ بينما يقوم فيلق اقريقيا المدرع بالتفافة من الجنوب في الصحراء حول القوات البريطانية، لتصبح بين طرفى كماشة حدها الشمالي البحر (مانع طبيعى) وفرقة آريتى الإيطالية المدرعة. وحدها الجنوبي قوات فيلق أفريقيا. أدى تطبيق رومل لخطته وإنتصاره إلى سقوط طبرق و قد قدرت خسائر الجيش الثامن البريطاني ب 50 ألف شخص بين قتيل و جريح و أسير خلال المعركة مقابل خسائر تقدر ب 6 ألف للجيشين الألماني و الايطالي فيما بعد وعبوره الحدود المصرية حتى وصل للعلمين 560 كم شرق طبرق و فقط على بعد 140 كم من الإسكندرية. و قد إعتبرت معركة الغزالة أعظم إنتصار في تاريخ رومل العسكري كقائد و تم ترقيته من طرف أدولف هتلر بعدها. 